# Parectopa robiniella
Parectopa robiniella är en fjärilsart som beskrevs av James Brackenridge Clemens 1863. Parectopa robiniella ingår i släktet Parectopa och familjen styltmalar.
Artens utbredningsområde är:
- Österrike.
- Litauen.
- Bulgarien.
- Tjeckien.
- Slovakien.
- Frankrike.
- Ungern.
- Italien.
- Polen.
- Rumänien.
- Schweiz.
- Ukraina.
- Kroatien.
- Slovenien.

Inga underarter finns listade i Catalogue of Life.

## Bildgalleri

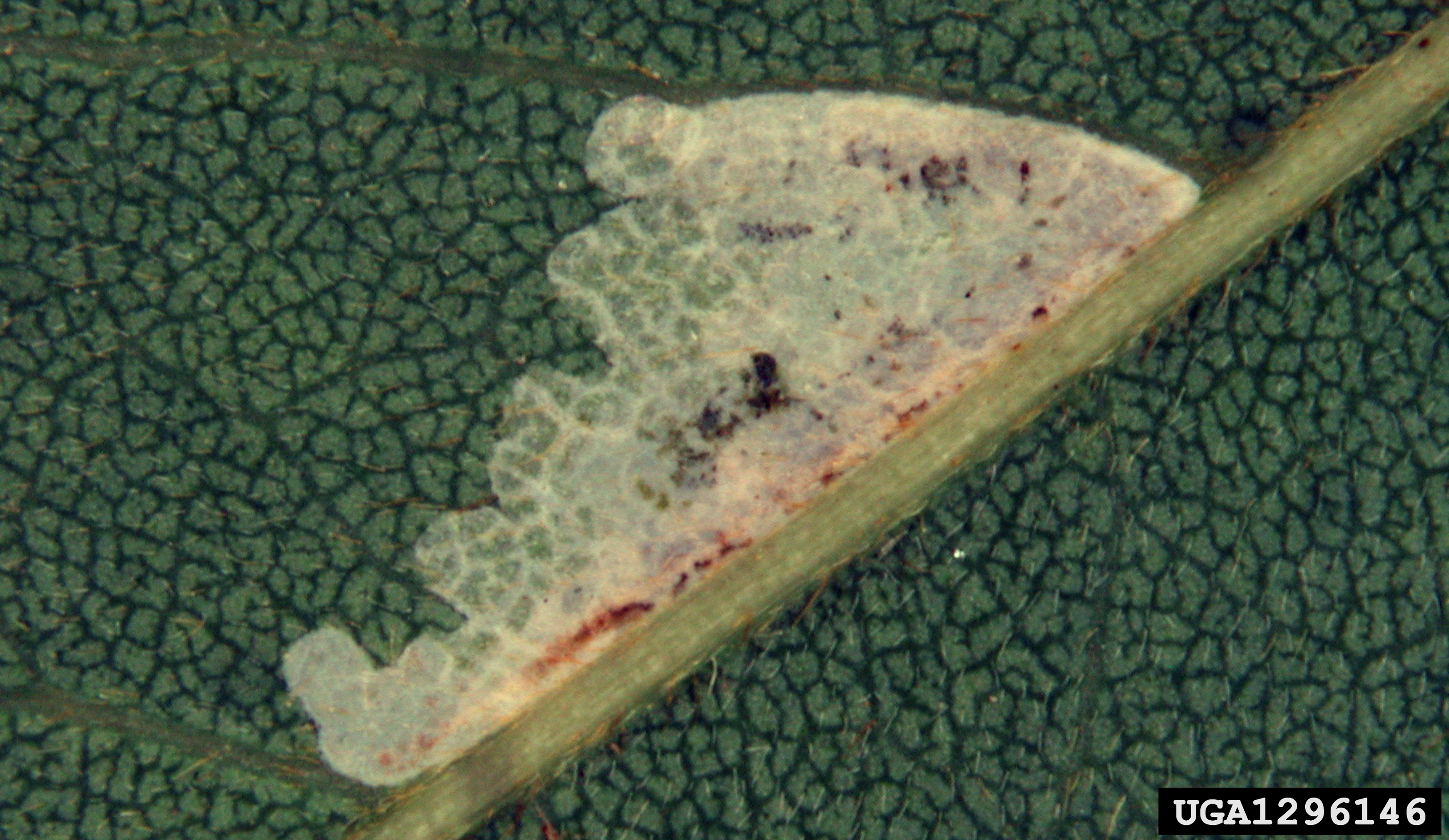
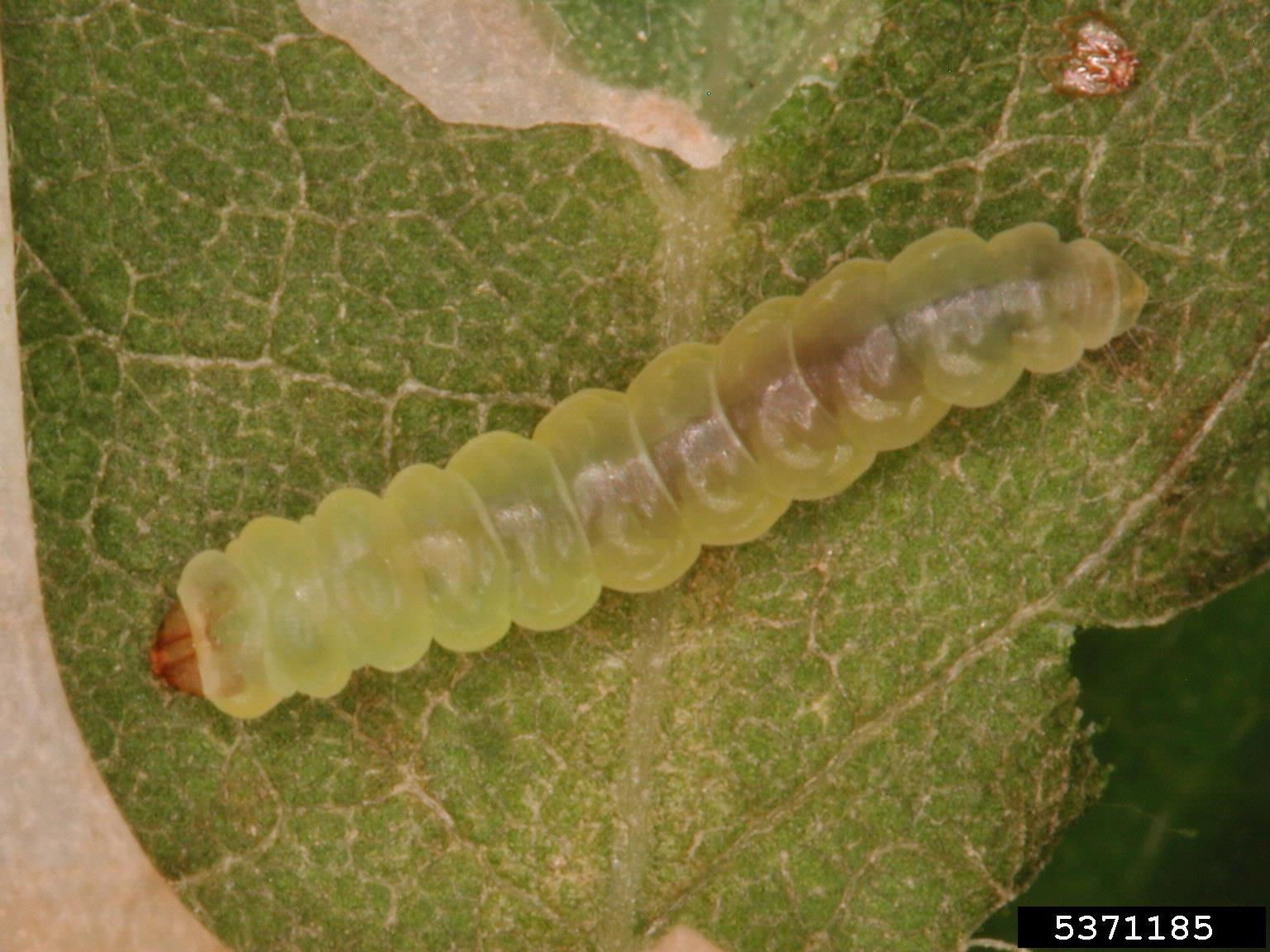
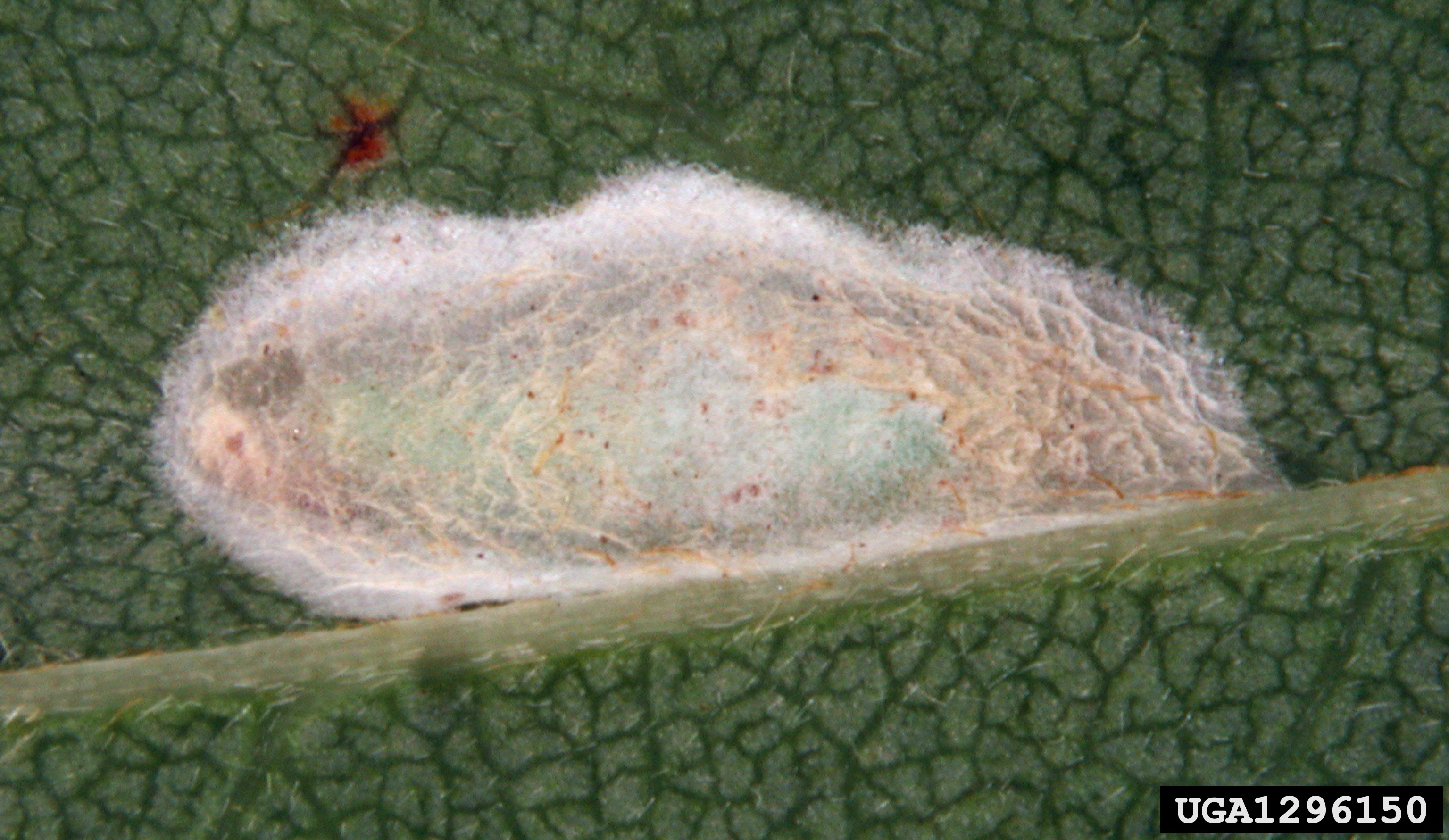
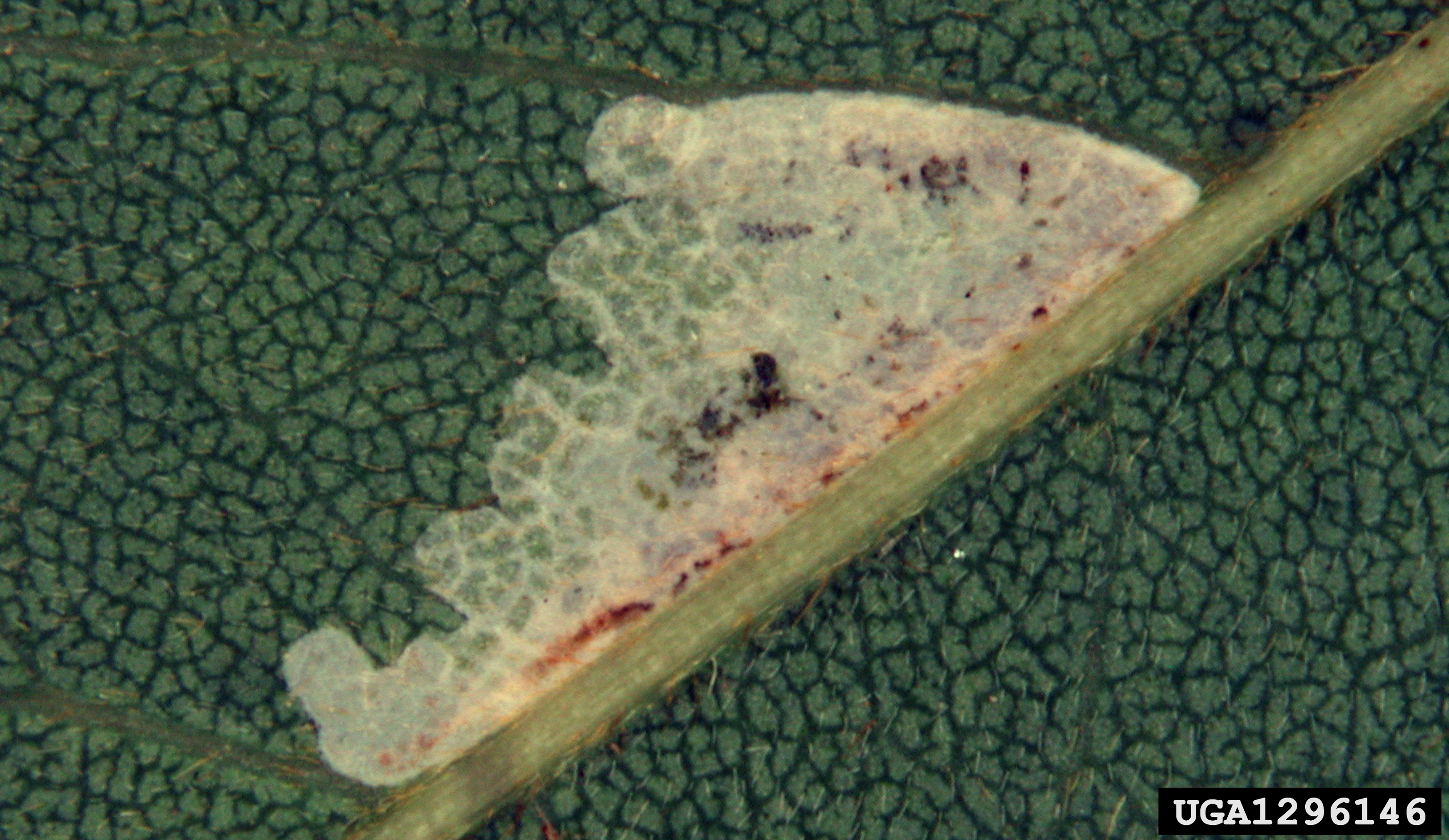
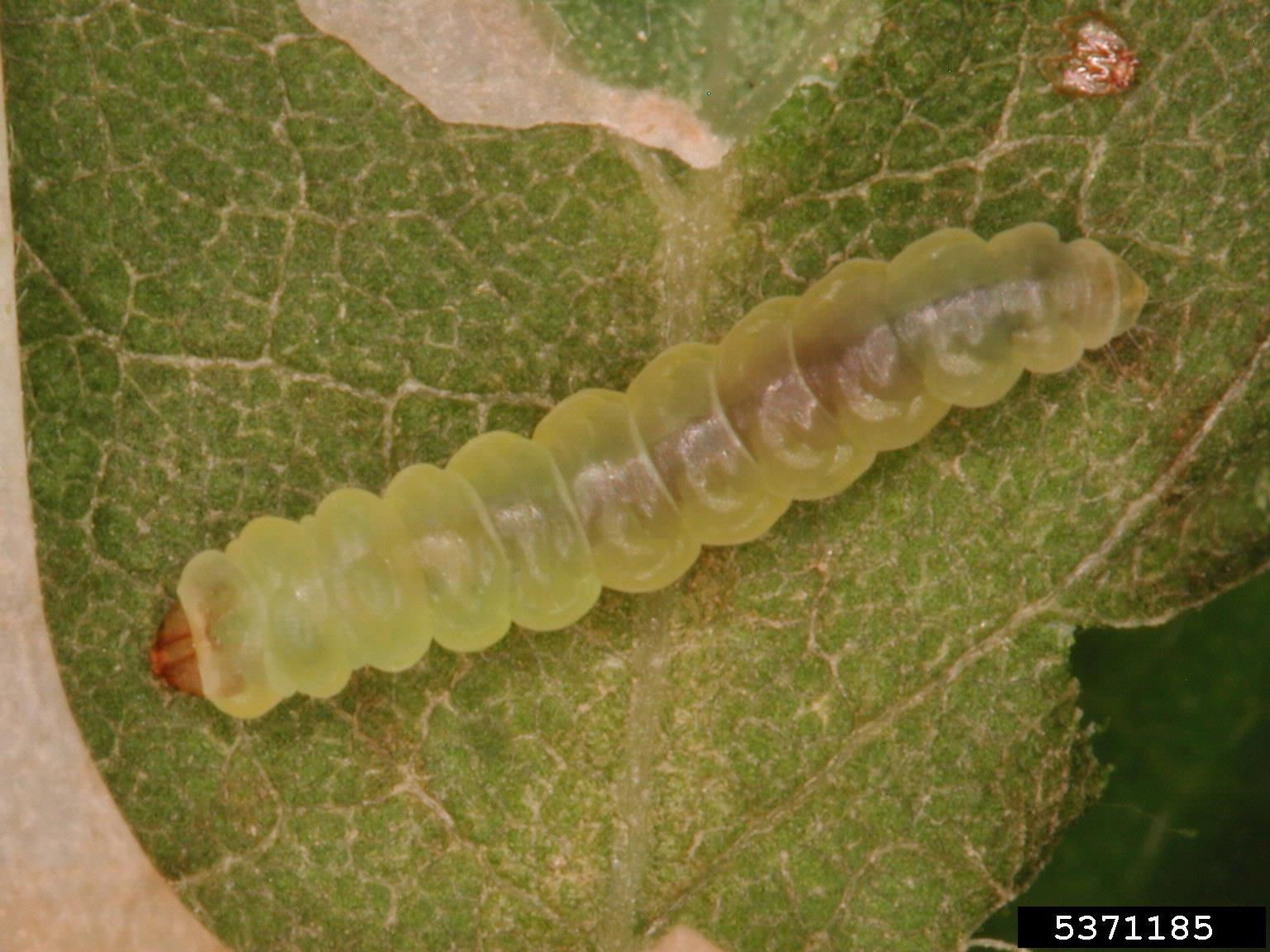
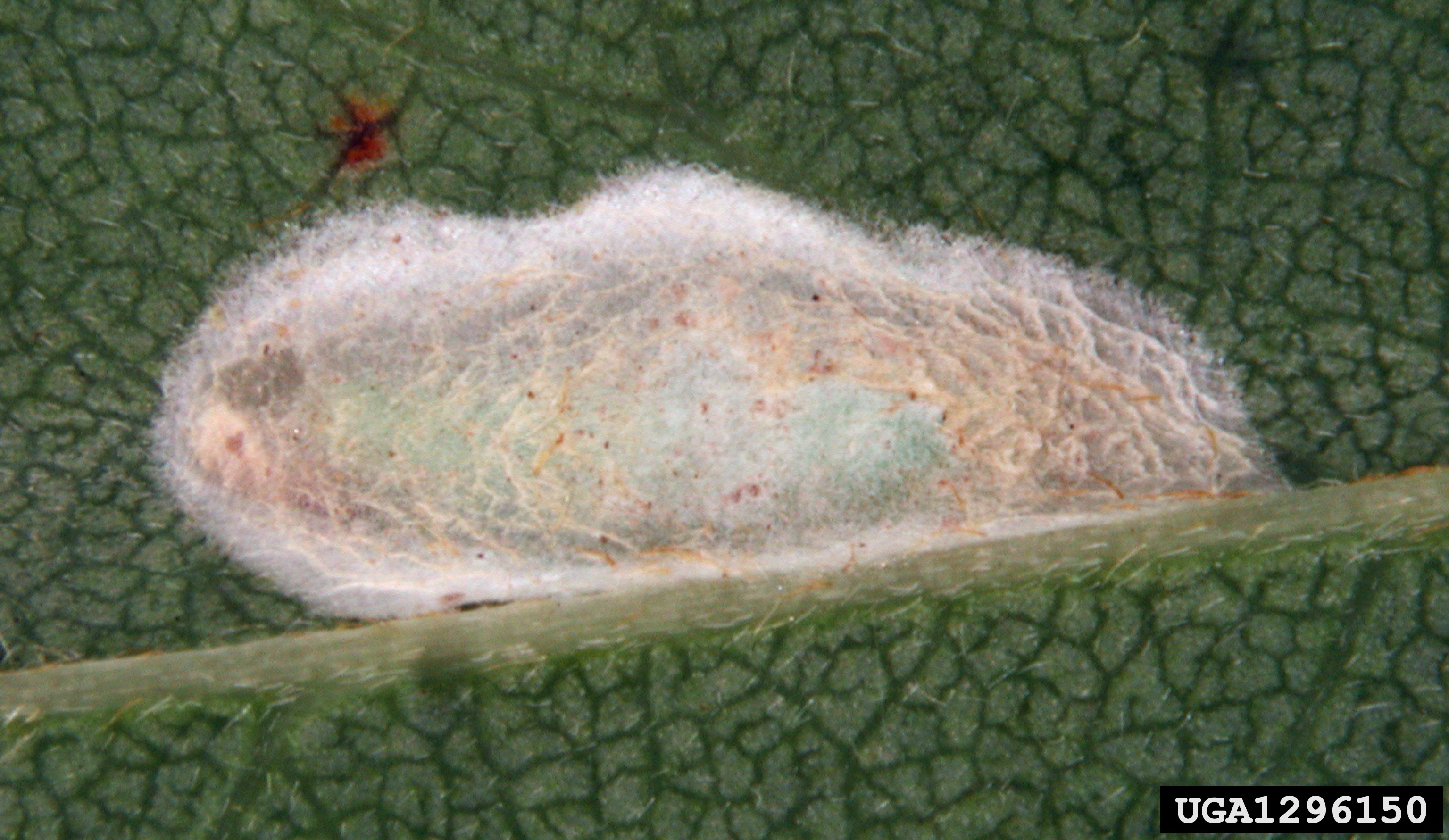